# جون ويبر
جون ويبر (بالإنجليزية: John Weber)‏ هو سياسي أمريكي، ولد في 8 أكتوبر 1768 في مقاطعة مونتغومري في الولايات المتحدة، وتوفي في 24 أغسطس 1815. انتخب List of speakers of the Pennsylvania House of Representatives ‏ وانتخب عضو مجلس نواب بنسيلفانيا.